# バウバイザー

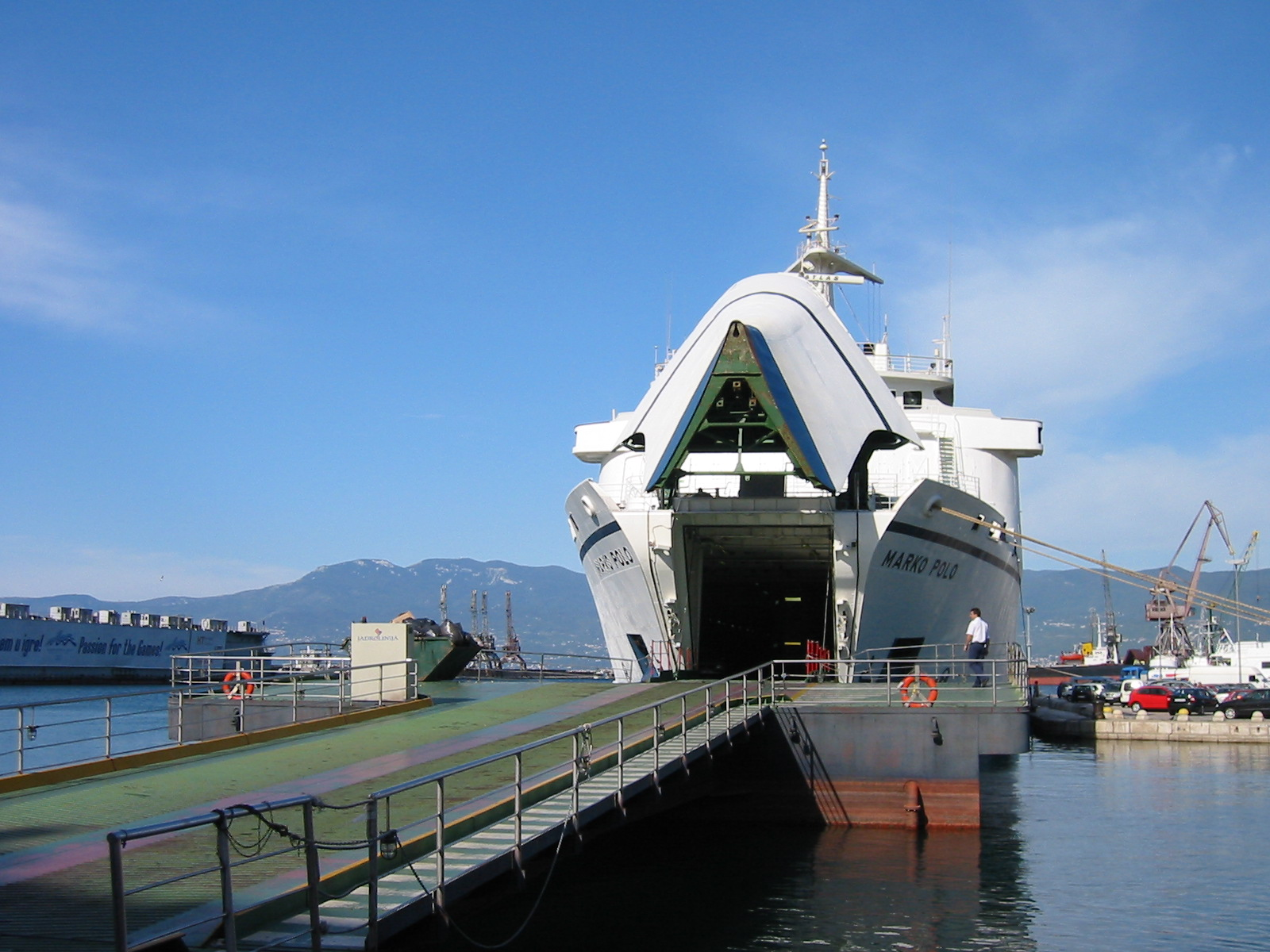
跳ね上げ式のバウバイザー

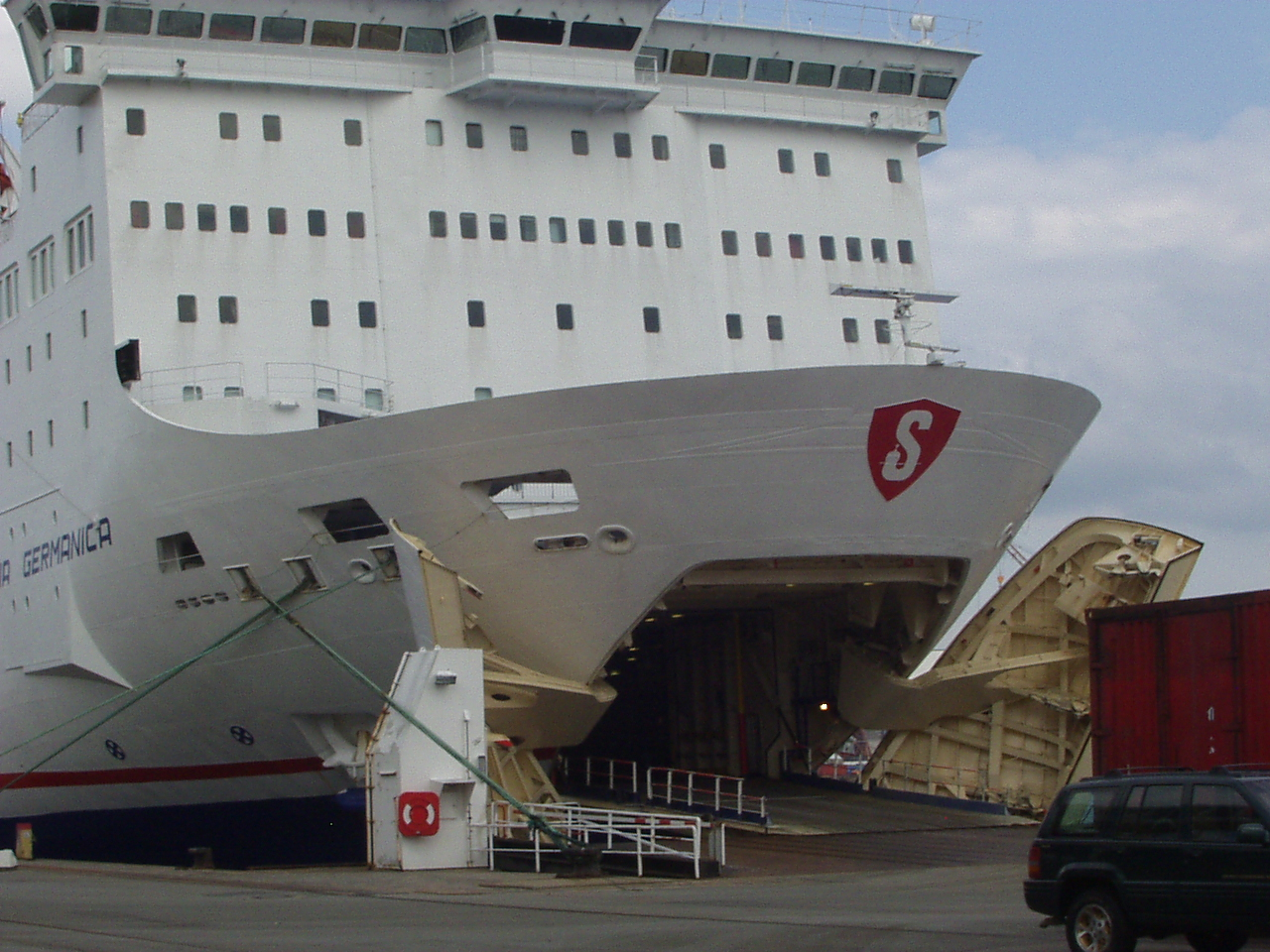
観音開き式のバウバイザー

バウバイザー（Bow Visor）もしくはバウドア（Bow Door）は、船首（バウ）に設けられるランプウェイを保護する装置。上方に開く跳ね上げ式のバイザードアと観音開き式やスライド式で左右に開くサイドオープニングドアに区分される。
波浪による脱落や、人為的ミスによる閉鎖ミスが浸水を引き起こし、沈没・転覆の原因となることが知られており、エストニアやヘラルド・オブ・フリー・エンタープライズの事故原因となった。水密を確保した独立した内扉（インナードア）と組み合わせることで、これに対処すると共に、衝突時の隔壁として機能させることが可能である。また、インナードアをランプウェイの一部として組み込む設計も可能となっている。
国際船級協会連合で1982年に規格化され、1994年のエストニアの事故を受けた1995年の改訂で内扉の規格が追加、その後2003年、2010年にも改訂が行われている。